# Dung (Doubs)
Dung település Franciaországban, Doubs megyében. Lakosainak száma 621 fő (2022. január 1.). Dung Issans, Présentevillers, Saint-Julien-lès-Montbéliard, Sainte-Suzanne és Allondans községekkel határos.

## Népesség
A település népességének változása:
| Lakosok száma | 493  | 460  | 518  | 639  | 646  | 662  | 637  | 624  | 620  | 621  |
|               | 1968 | 1982 | 1990 | 2006 | 2013 | 2015 | 2017 | 2019 | 2020 | 2022 |